# Paul Volberding
Paul A. Volberding (?, ?) es un médico estadounidense especializado en oncología y uno de los líderes de la lucha contra el VIH/sida en los Estados Unidos. Fue presidente de la Sociedad Internacional de SIDA de 1990 a 1992.

## Biografía
Se recibió de médico en la Universidad de Chicago en 1971 y aquí obtuvo su especialización en oncología. Más tarde se doctoró en la Universidad de Minnesota en 1975.
Se estableció por razones laborales en San Francisco. Aquella ciudad fue uno de los focos de infección gigantes de la epidemia de VIH en los Estados Unidos, durante la primera mitad de los años 1980.

## Carrera
En 1983 dirigió la primera sala de hospitalización para el tratamiento de personas con sida en el Hospital General de San Francisco; la tristemente célebre sala 86. Luego trabajó en los primeros ensayos clínicos con zidovudina (AZT ) para evaluar la terapia antirretroviral en la infección por VIH.
Volberding fue uno de los expertos que abordó la cuestión del momento óptimo para el tratamiento de la infección temprana por VIH cuando no hay síntomas evidentes. Esta estuvo vigente por casi 30 años cuando en 2015 la Organización Mundial de la Salud, dictaminó que el tratamiento debe empezarse inmediatamente luego de la detección.
En 1990 la IAS lo eligió presidente, en 2001 fue nombrado director del Centro Médico de Veteranos de San Francisco y posteriormente vicepresidente de la prestigiosa Universidad de California en San Francisco.